# شعار نبالة مرسيليا
يُعد شعار النبالة لمارسيليا أحد أهم رموز المدينة. ولا يزال الشعار، "فضي اللون مع صليب لازوردي"، يُستخدم حتى اليوم، كما هو الحال مع العلم المُعتمد منذ القرن الثالث عشر.

## تاريخ

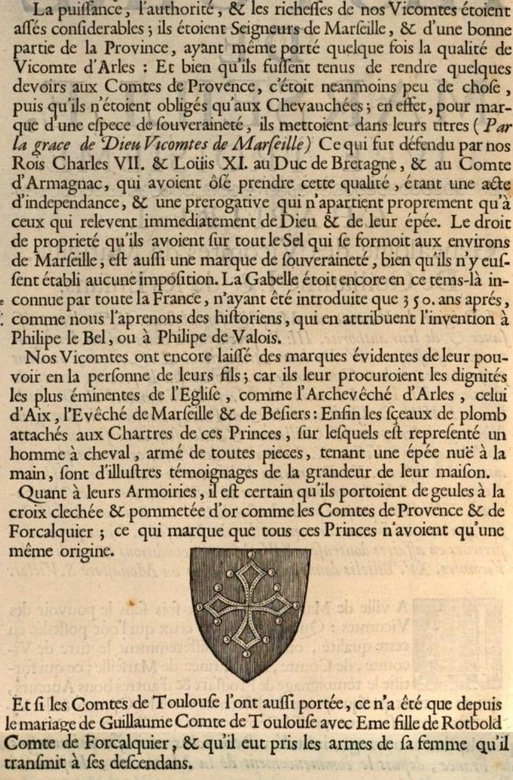
مقتطف من تاريخ مرسيليا، بقلم لويس أنطوان دي روفي.

علم مرسيليا.

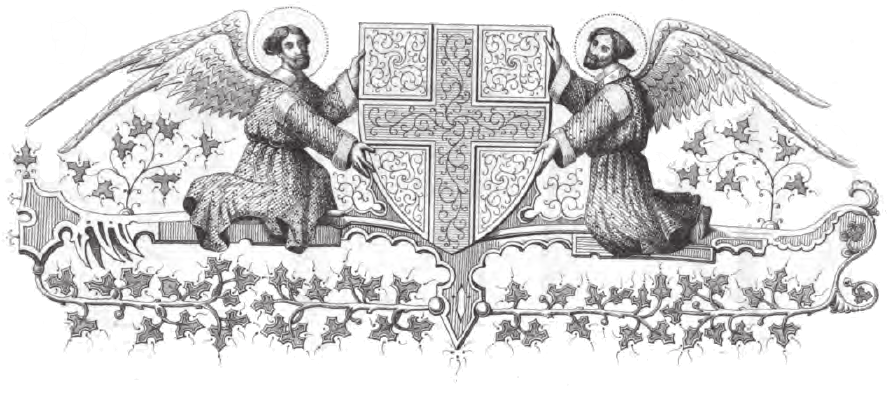
شعار النبالة في الكتاب الأحمر.

الشعار في عهد الإمبراطورية الأولى، لم يستخدم أبدًا.

كان فيكونتات مرسيليا يرتدون في البداية صليب كونتات فوركالكوير، والذي عُثر عليه لاحقًا على العملات المعدنية التي تعود إلى العصور الوسطى والمسكوكة في مرسيليا.
إنه علم مرسيليا، ذو الاستخدام الأقدم والأكثر توثيقًا، والذي يُرجّح أنه أدى إلى ظهور شعار النبالة وليس العكس. هناك أسطورة متأخرة انتشرت خلال فترة الرومانسية التاريخية، تُفسّر اعتماد شعار مرسيليا بدور المدينة كميناء انطلاق للصليبيين (حيث كانت تُعرض على سفنها صليبًا أزرق لتمييز أسطولها عن أسطول المدن الأخرى). ظهر "صليب مرسيليا" بالفعل على أختام المدينة من القرن الثاني عشر. يعود أقدم تمثيل لشعار النبالة إلى القرن الرابع عشر، في الكتاب الأحمر للمدينة، حيث وُضعت أربعة صلبان زرقاء على خلفية فضية على لوحة تُصوّر قسم الحاكم. ظهر الشعار، الذي كان مكتوبًا آنذاك باللهجة البروفنسية في العصور الوسطى "De grands fachs resplend la cioutat de Marseilles" (يتألق الناس العظماء في مدينة مرسيليا) وفقًا للهجاء السائد آنذاك، عام 1257. انضمت مرسيليا إلى مملكة فرنسا مع بروفانس عام 1481، ولكن على الرغم من كونها إحدى "المدن الطيبة"، لم يُظهر شعارها "الزعيم الأزرق السماوي الذي يحمل ثلاث زنابق ذهبية" الذي يحق لها الحصول عليها.
تضاعف شعار النبالة، المرسوم والملون ثم المطبوع، بدءًا من القرن الثالث عشر. زخرفه النقاشون وفقًا لذوق العصر (أصداف، أوراق شجر، ملائكة، إلخ). ويمكن رؤيته محفورًا على المباني العامة أو منقوشًا على أشياء. لم يُسجل شعار النبالة لمارسيليا رسميًا حتى عام 1699 في السجل العام للنبالة، وذلك بعد صدور مرسوم من كولبير لتنظيم شعارات النبالة.
في 21 يونيو 1790، ألغت الجمعية التأسيسية استخدام شعارات النبالة، التي كانت مرتبطة ارتباطًا وثيقًا بالنبلاء: اختفى الصليب اللازوردي من الوثائق الرسمية. في 17 مايو 1809، في عهد الإمبراطورية الأولى، صدر مرسوم يخول المدن اعتماد شعارات النبالة. حصلت مرسيليا على حق اعتماد شعارها القديم عام 1810. في غضون ذلك، صُممت شعارات نبالة جديدة وفقًا لشعارات النبالة الإمبراطورية: "الشعار الفضي الأول يحمل صليبًا لازورديًا، والشعار اللازوردي الثاني يحمل سفينة ثلاثية المجاديف عتيقة أو سفينة شراعية من طراز دكستر على بحر أخضر؛ والشعار الرئيسي يحمل ثلاث نحلات ذهبية". ومع ذلك، لم تُستخدم هذه الشعارات الأخيرة قط.
خلال فترة الترميم، أكد لويس الثامن عشر من خلال براءة تمليك شعار النبالة للمدينة المزين بأسد مسلح بعصا هرمس وثور مسلح برمح ثلاثي الشعب، كما هو الحال في شعارات النبالة لعام 1699.
في عام 1826، وُضعت نسخة جديدة: يُتوّج شعار النبالة بتاج جداري، ويحمل على يمينه قرن الوفرة، وعلى يساره رمحًا ثلاثي الشعب، مصحوبًا بعبارة "مدينة مرسيليا". ولا يزال هذا الشعار يُستخدم حتى اليوم كختمٍ للأعمال الرسمية للبلدية.
أما الشعارات الكبيرة، المستخدمة في الأوراق الإدارية، فقد أُنشئت عام 1883 على يد جوزيف لوغير، أمين خزانة العملات والميداليات. وتُظهر الثور والأسد وتاجًا جداريًا بخمسة أبراج (وهو عددٌ محجوزٌ نظريًا للعاصمة فقط)، وشعار مرسيليا: "مدينة مرسيليا تتألق بأعمالها العظيمة".

## وصف
| عنصر  | وصف | صورة |
| ----- | --- | ---- |
| درع   | فضي اللون مع صليب لازوردي، يشبه علم المدينة. يُمثل شعار النبالة درعًا بيضاويًا بتصميم عام 1883. لا يُستخدم سيد فرنسا، الذي كان لمارسيليا الحق فيه باعتبارها مدينةً جيدة. |      |
| تاج   | التاج الجداري هو الرمز الشعاري للمدن. عادةً ما تحتوي تيجان عواصم المقاطعات على أربعة أبراج، لكن النسخة الحالية تحتوي على خمسة أبراج، وهو عدد مخصص نظريًا للعاصمة. |      |
| دعامة | على الجانب الأيسر، ثور مسلح برمح ثلاثي الشعب. |      |
| دعامة | على الجانب اليمين، أسد مسلح بعصا هرمس. |      |
| شعار  | "Actibus immensis urbs fulget Massiliensis" أي "مدينة مرسيليا تتألق بأعمالها العظيمة". يعود تاريخ الشعار الأول (باللغة البروفنسية في العصور الوسطى) إلى عام 1257: "De grands fachs resplend la cioutat de Marseilles"، والذي ترجم منذ عام 1691 بالشعار الحالي باللغة اللاتينية. توجد شعارات أخرى للمدينة: "Sub cujus ibirio summa libertas" ("تحت أي إمبراطورية، الحرية الكاملة"، قبل الاستيلاء على مرسيليا من قبل لويس الرابع عشر في عام 1660)، "Massiliam vere victor civesque tuere" (1691)، "Fama volat" (1704)، "Illustrat quos summa fides" (1705)، "Eximia civitas" (1816) ("فيكتور يدافع حقًا عن مرسيليا ومواطنيها"). |      |

## معرض الصور

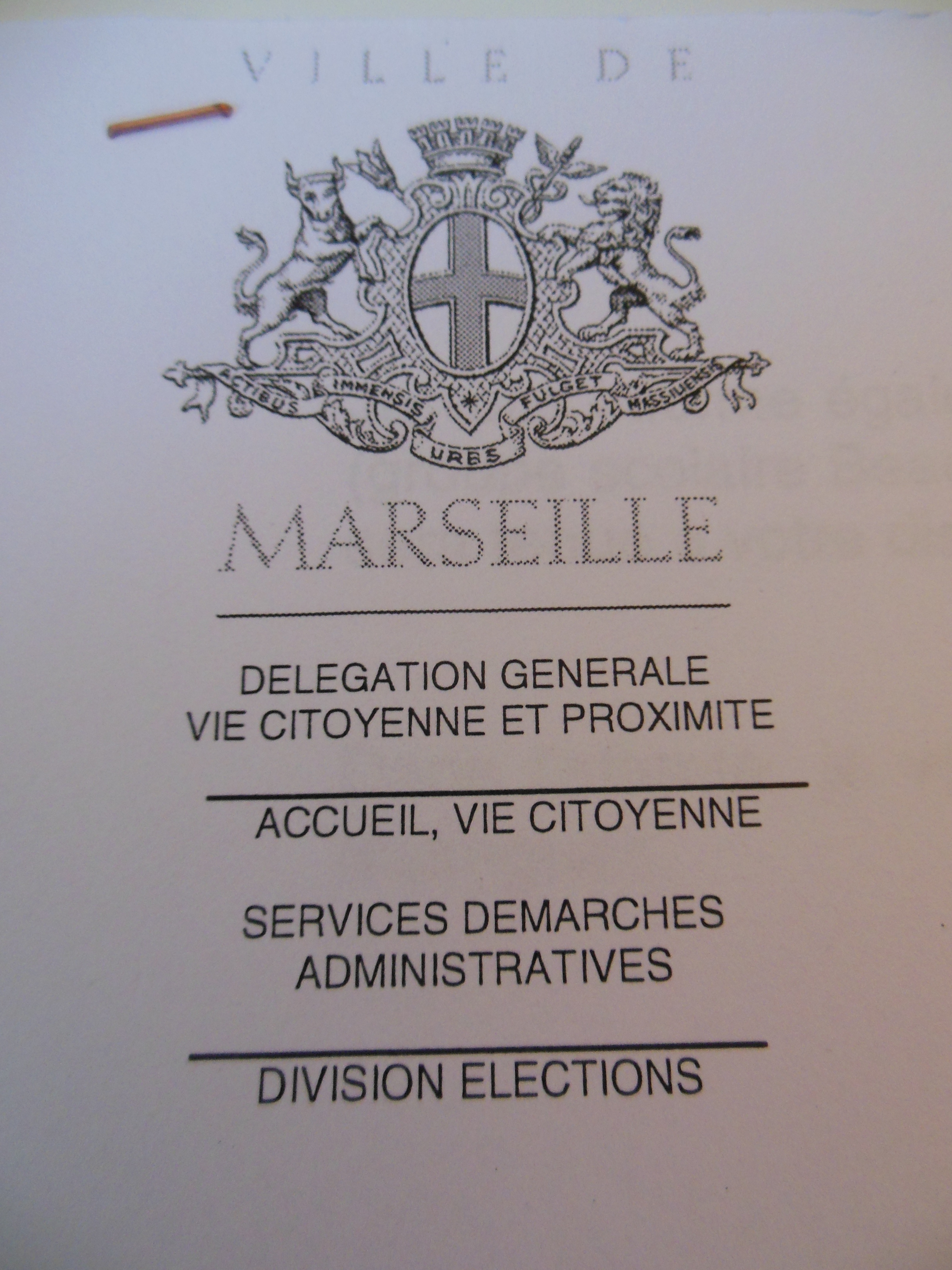
شعار النبالة على رأسية ورقة مدينة مرسيليا.
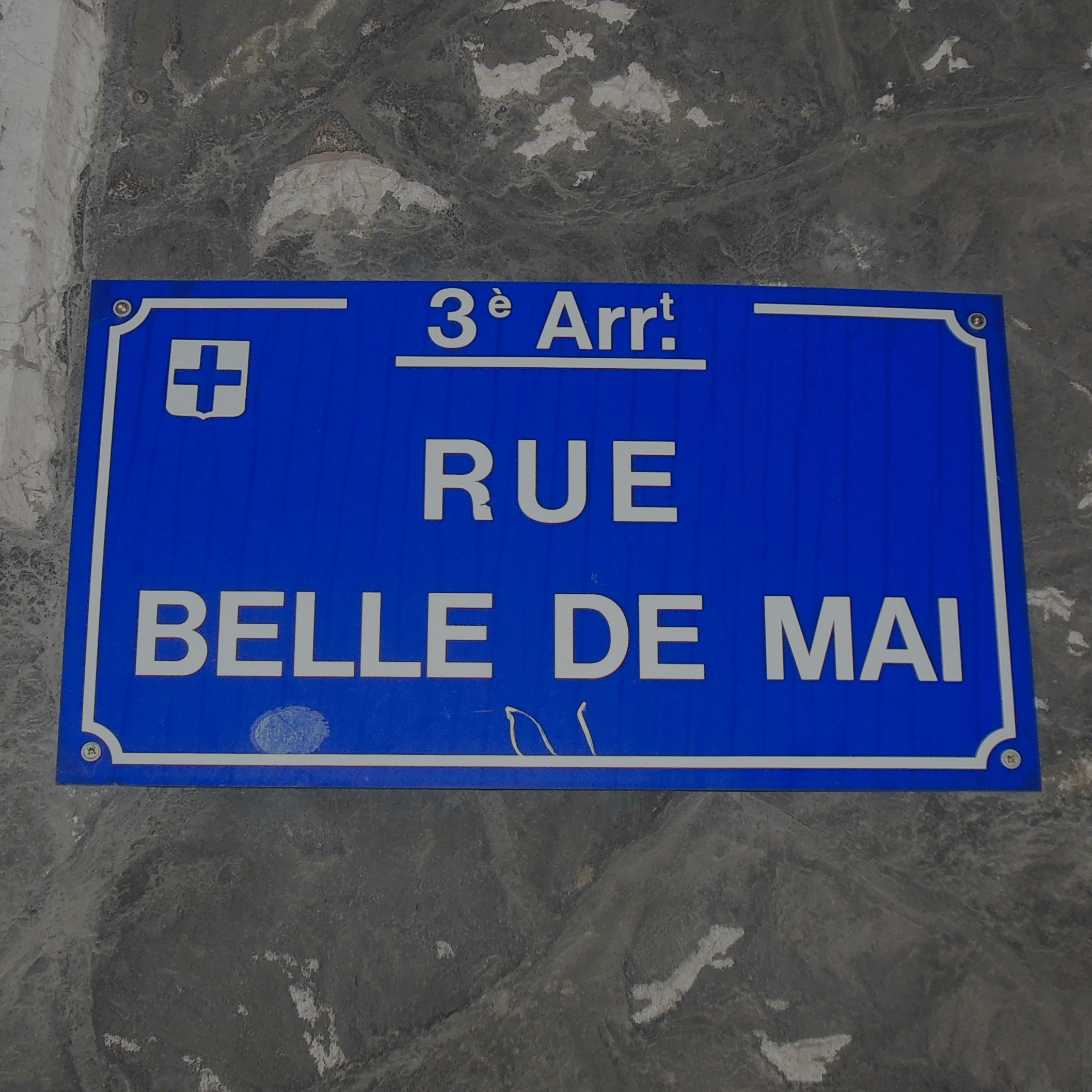
شعار النبالة على لافتة الشارع.
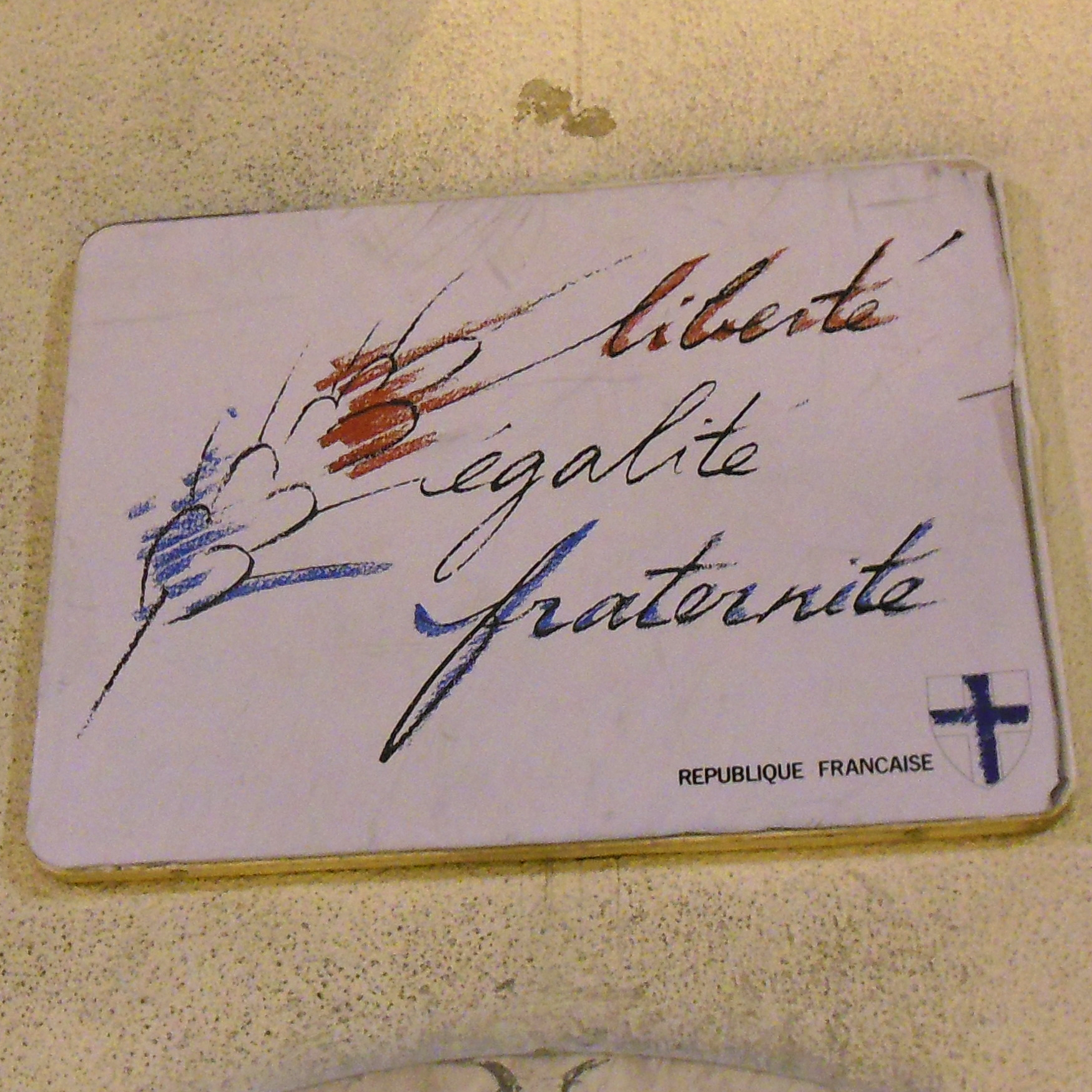
شعار النبالة على اللافتة الملصقة على المدارس الابتدائية.
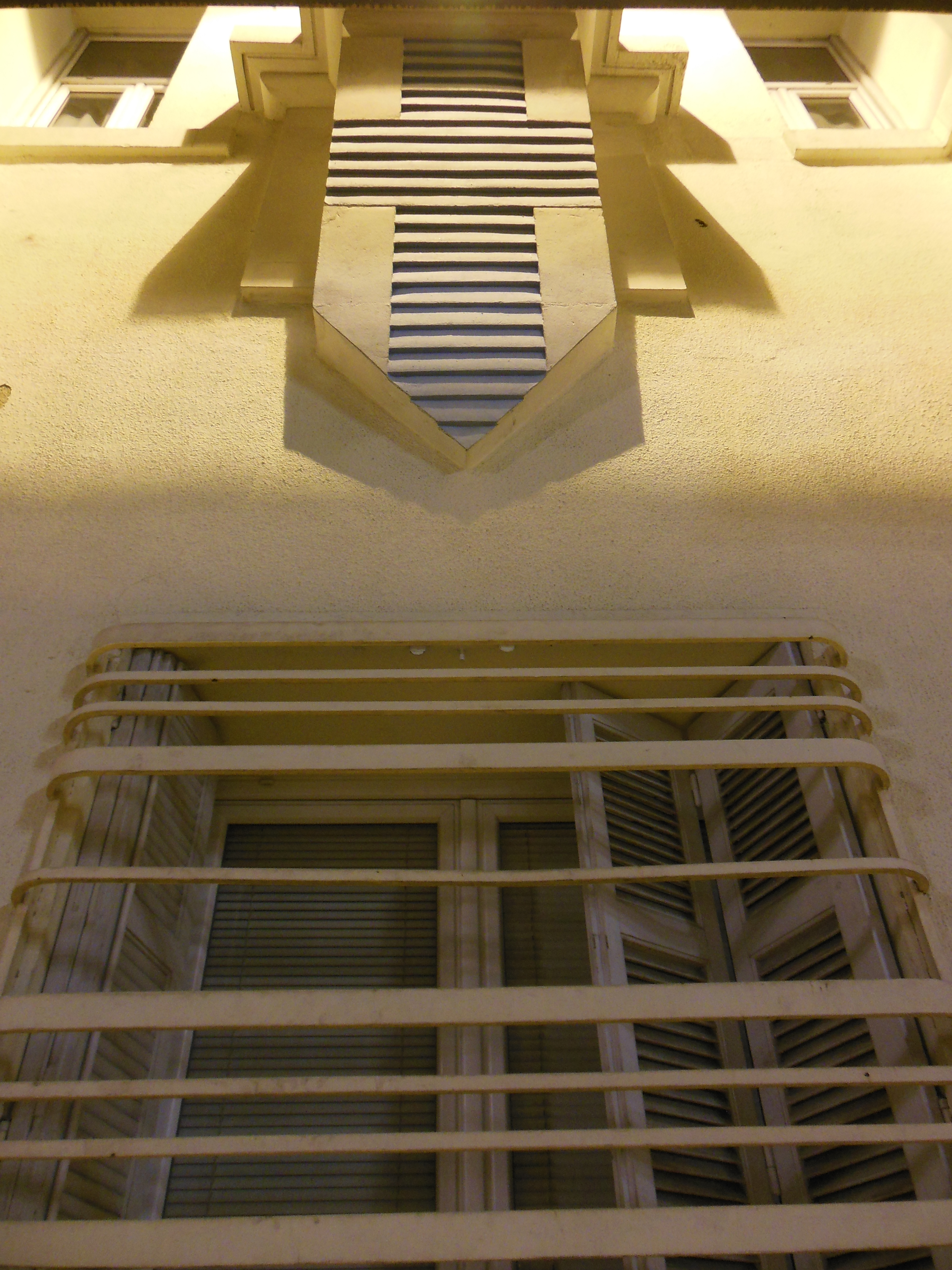
شعار النبالة على واجهة المدرسة.